# Sida aggregata
Sida aggregata är en malvaväxtart som beskrevs av Presl.. Sida aggregata ingår i släktet sammetsmalvor, och familjen malvaväxter. Inga underarter finns listade i Catalogue of Life.